# Pieter Jacob Stinissen
Pieter Jacob Stinissen (né le 2 mai 1847 à Peer, Limbourg belge, et mort le 16 octobre 1913 à Anvers) est un écrivain belge néerlandophone.

## Biographie
Il est le fils aîné de Hendrik Matthijs Stinissen et de Maria Cornelia Groenen.
Il alla d’abord à l’école de Peer, ensuite de Hechtel et commença à travailler, à 16 ans, comme commis au bureau de poste de Peer.
Ses ambitions se situaient ailleurs et, à 17 ans, il partit pour l’école normale de l’État à Lierre qu’il termina avec mention en 1867. Il fut alors nommé instituteur adjoint à Maaseik, ensuite instituteur à Dudzele, et instituteur en chef à Zuienkerke où il rencontra sa future femme Louise Marie van de Weghe qu’il épousa en 1873.
En 1876 il fut nommé administrateur des écoles payantes de Courtrai.
En 1880 sa carrière prend sa véritable dimension : nommé inspecteur de l’enseignement primaire à Courtrai, il part pour la province d'Anvers où il est nommé inspecteur en chef de l’enseignement primaire du canton d'Ekeren.
Pour la période 1885 - 1886 Pierre Jacques Stinissen remporte un prix de 1.000 francs dans le quatrième concours de l'Académie royale des sciences, des lettres et des beaux-arts de Belgique pour son livre intitulé Gedachten over opvoeding en onderwijs vooral met het oog op de lagere school.
Pieter Jacob Stinissen décéda le 16 octobre 1913 à Anvers. Sa tombe, en forme d'obélisque, se trouve au cimetière de Berchem (division 29),.
Sa carrière dans l’enseignement se déroula parallèlement à celle d’écrivain, de poète et de chroniqueur.
Il fréquenta activement le milieu des écrivains flamands et fut lié à Guido Gezelle qui baptisa une de ses filles.
Cependant, prémonition ou non, il préfaça son livre sur Liège (1907) comme suit : (traduction nécessaire)

« Wij vleien ons, dat zij (bijzonderheden over de aloude Mazestad) mogen bijdragen, om haar hooger te doen stijgen in de aching onzer landgenooten, om de liefde tot algeheele Belgieland tevertserken en de harten van Vlamingen en Walen, die ofschoon gescheiden door taal, zeden en gebruiken, steeds bereid zijn, om hunne gemeenschappelijke leus in eere te houden : L’union fait la force. »

Pieter Jacob Stinissen est chevalier de l'ordre de Léopold, décoré de la Croix civique de 1re classe, membre de l'académie royale flamande et fondateur de la section du Willemsfonds de Courtrai.

## Ouvrages
Parmi ses divers et nombreux ouvrages on trouve :
- Fabelen en andere Kindergedichtjes, Gand, 1879[1]
- Gedachten over Opvoeding en Onderwijs, vooral met het oog op de lagere school, Gand, 1886[1]
- Gedichten voor Huis en School, Gand, 1886[1]
- Verhalen voor groote en kleine Kinderen, Gand, 1886-1887[1]
- Het schoonlezen in de lagere en scholen, Bruxelles, 1889
- Blik in de school der XVIde eeuw. De opvoeding in de middeleeuwen en den tijd der hervorming, Bruxelles, 1891[6]
- Pedagogische aforismen, gewikt en geschikt, Gand, 1896[7]
- De Normaalschool van Lier in de Nederlandsche taal en letterkunde, Liège, 1900[8]
- Antwerpen en zijn Merkwaardigheden, Anvers, 1901[9]
- Antwerpen en zijne Wereldsche Gebouwen, Anvers, 1904[10]
- Ons jubeljaar 1830-1905, 1905[11]
- Van Antwerpen naar Amsterdam en andere Steden in Nederland, Anvers, 1905
- Luik hoofdstad van het Walenland, (Liège), 1907[12]
- Oude, Vlaamsche volksvermaken, Anvers 1908[13]
- Een Vlaamsch Scheldedorp, 1909[14]
- Antwerpen en zijne standbeelden, 1909[15]
- Antwerpen en zijne Tempels, 1909[16]
- Onze Schelde : het verleden en het heden van Vlaanderens landstroom, Anvers, 1911[17]
- Recht door zee : spreekwoorden, zin-en volksspreuken uit het scheepsleven, Anvers, 1913[18]
- Naar den Buiten, Anvers
- Album voor de vlaamsche Jeugd
- Antwerpen en zijne museums en parken, Anvers[19]
- Ben en Luke en andere verhalen
- Het Blinde Paard
- Heilig Vaderland, poème de Jacob Stinissen, adaptation française de E. St., musique de Emiel Wambach, Anvers[20]